# Gymnostachyum pictum
Gymnostachyum pictum är en akantusväxtart som beskrevs av Adolph Daniel Edward Elmer. Gymnostachyum pictum ingår i släktet Gymnostachyum och familjen akantusväxter. Inga underarter finns listade i Catalogue of Life.